# 천체의 크기 목록
아래의 표는 현재까지 알려진 물체, 생명체 또는 관측된 천체, 이론 상으로 밝혀진 물체 등등의 크기를 크기 내림차순으로 정렬한 표이다.

## 개요
일부 목록에는 크기가 정확히 밝혀진 것이 아닌 것들이 있다.
밝혀지지 않은 크기는 추측이며, 언제든지 크기가 바뀔 수 있다.
또한 이론상으로 존재할 수 있는 것도 목록에 포함되어 있다.
| 이름                           | 크기(지름, 반지름, 직경, 반경) | 정보 | 참고 |
| ------------------------------ | ------------------------------ | --- | ---- |
| 플랑크 볼륨                    | 4.22419×10^-105m³              | 플랑크 시스템의 단위 볼륨 측정 단위                                                                                            |      |
| 플랑크 지역                    | 2.6×10^-70m²                   | |      |
| 중성미자의 슈바르츠실트 반지름 | 5.35×10^-63m                   | 중성미자가 블랙홀이 되기 위하여 압축해야 하는 크기                                                                             |      |
| 전자의 슈바르츠실트 반지름     | 1.35×10^-57m                   | 전자가 블랙홀이 되기 위하여 압축해야 하는 크기                                                                                 |      |
| 플랑크 길이                    | 1.6×10^-35m                    | 인간이 물리학적으로 정한 유의미한 길이                                                                                         |      |
| 플랑크 입자                    | 1.15×10^-34m                   | 슈바르츠실트 반지름이 콤프턴 파장과 같은 작은 블랙홀로 정의된 가설상의 입자                                                    |      |
| 인간의 슈바르츠실트 반지름     | 1×10^-25m                      | 인간이 블랙홀이 되기 위하여 압축해야 하는 크기                                                                                 |      |
| 중성자                         | 1.6×10^-15m                    | 원자핵을 이루는 기본 핵자로 전하를 띄지 않으며 중성임                                                                          |      |
| 양성자                         | 1.7×10^-15m                    | 중성자와 함께 원자핵을 이루는 입자이며 양의 전하를 가짐                                                                        |      |
| 우라늄 원자 핵                 | 1.5×10^-14m                    | 우라늄이라는 원자의 핵의 크기                                                                                                  |      |
| 수소                           | 1×10^-11m                      | 원소들 중 크기와 질량이 가장 작음                                                                                              |      |
| 헬륨                           | 3.1×10^-10m                    | 원자번호가 2번이며 18족 원소들 중에서 가장 가벼움                                                                              |      |
| 플루토늄(불소)                 | 5.4×10^-10m                    | 치약 또는 치과 수술 후 세균감염방지 및 충치예방을 위하여 사용되는 것                                                           |      |
| 철                             | 7.26×10^-10m                   | 원자번호가 26이며 주기율표 8족 4주기에 속하는 철족원소                                                                         |      |
| 풀러린(공)                     | 1×10^-9m                       | 탄소 60개가 오각형 모양으로 결속해 축구공 모양을 이룬 물질                                                                     |      |
| RNA                            | 1.25×10^-9m                    | 초기 생명체에게 그 무엇보다 중요했었던 유전적 정보를 담은 핵산 사슬                                                            |      |
| DNA                            | 2×10^-9m                       | 살아있는 모든 유기체 및 많은 바이러스의 유전적 정보를 담고 있는 실 모양의 핵산 사슬                                            |      |
| 탄소나노튜브                   | 1×10^-8m                       | 탄소 6개로 이루어진 풀러린(공)이 서로 연결되어 관 모양을 이루는 원통 형태의 신소재이며 강도가 다이아몬드랑 비슷함              |      |
| 파보바이러스                   | 2×10^-8m                       | 현재까지 발견된 가장 작은 바이러스                                                                                             |      |
| 박테리오파지                   | 2×10^-7m                       | 세균에 감염되어 그 세포 내에서만 증식해 세균을 잡아먹는 바이러스균에 감염되어 그 세포 내에서만 증식해 세균을 잡아먹는 바이러스 |      |
| 마이코플라스마 제니탈리움      | 2.5×10^-7m                     | 인간의 비뇨기 및 생식기 주변에 존재하는 성병의 원인이 되는 바이러스                                                            |      |
| 밈바이러스                     | 7.5×10^-7m                     | 아메바에 자연적으로 감염되는 단일 종의 거대 바이러스를 포함하고 있는 속                                                        |      |
| 코로나 19 바이러스             | 3×10^-6m                       | 2019년에 중국 우한에서 처음 코로나 19 확진자가 나옴                                                                            |      |
| 적혈구                         | 8×10^-6m                       | 혈액의 주요 성분으로 헤모클로빈을 포함하여 붉은색을 띄는 산소 운반을 위해 특화된 혈구                                          |      |
| 백혈구                         | 1.2×10^-5m                     | 감염성 질병과 외부 질환으로부터 신체를 보호하는 면역계의 세포                                                                  |      |
| 종이의 두께                    | 0.0001m                        | 일반적인 종이의 두께 |      |
| 수정란                         | 0.00015m                       | 정자와 난자가 만나 생성되는 가장 큰 세포로 분열을 하여 새 생명을 탄생시킴                                                      |      |
| 머리카락                       | 0.00018m                       | 인간의 두피에서 자라는 털 |      |
| 그래픽카드 두께                | 0.0007m                        | 그래픽카드의 두께 |      |
| 티오마르가리타 나미비엔시스    | 0.00075m                       | 나미비아에서 발견된 알려진 가장 큰 박테리아                                                                                    |      |
| 메뚜기                         | 0.05m                          | 곡식 및 곡류 종류를 모조리 먹어치우는 도망치기 선수                                                                            |      |
| 동전모양 초콜릿                | 0.09m                          | 동전 모양을 한 초콜릿 |      |
| 앵무새                         | 0.3m                           | 혀가 통통하여 사람의 말을 흉내낼수 있는 새                                                                                     |      |
| 컴퓨터 모니터                  | 0.56m                          | 일반적인 컴퓨터 모니터의 크기                                                                                                  |      |
| 컴퓨터 본체                    | 0.72m                          | 일반적인 컴퓨터 본체의 크기 |      |
| 프로토케라톱스                 | 1.7m                           | 후기 백악기에 살았던 몽골과 중국에서 발견된 각종류인 초식공룡                                                                  |      |
| 사람                           | 1.8m                           | 알려진 동물 중에서 지능이 가장 높으며 호모 사피엔스 사피엔스만이 남음                                                          |      |
| 트리케라톱스                   | 2.5m                           | 비조류 공룡들 중 제일 수명이 긴 우리에게 잘 알려진 초식공룡                                                                    |      |
| 파라푸조시아 세펜라덴시스      | 3.5m                           | 19세기 말 독일에서 발견된 알려진 가장 큰 암모나이트                                                                            |      |
| 목성의 슈바르츠실트 반지름     | 5.6m                           | 목성이 블랙홀이 되기 위해서 압축해야 하는 크기                                                                                 |      |
| 기간토랍토르                   | 7.8m                           | 오비랍토르상 공룡 중에서 가장 큰 공룡                                                                                          |      |
| 하체코프테릭스                 | 8m                             | 아즈다르키드에 속하는 알려진 가장 큰 익룡                                                                                      |      |
| 알로사우르스                   | 8.5m                           | 중생대 쥐라기 후기에 번식한 육식공룡                                                                                           |      |
| 카르노사우르스                 | 9m                             | 눈 윗부분에 한쌍의 작은 뿔을 가진 백악기 초기의 육식 공룡                                                                      |      |
| 티라노사우르스                 | 10.2m                          | 우리에게 잘 알려진 활동 범위가 매우 넓은 육식공룡                                                                              |      |
| 기가노토사우르스               | 13m                            | 백악기에 살았던 알려진 육식공룡들 중 가장 큰 육식공룡                                                                          |      |
| 허블 우주 망원경               | 13.2m                          | NASA가 우주왕복선을 이용해 1990년에 지구 궤도에 올려놓은 천체 관측용 망원경                                                    |      |
| 대왕고래                       | 25m                            | 현존하는 동물 중에서 가장 큼                                                                                                   |      |
| 브라키오사우르스               | 26m                            | 머리를 어깨보다 높게 올리지 못한 잘 알려진 용각류 공룡                                                                         |      |
| 아르젠티노사우르스             | 35m                            | 알려진 가장 큰 공룡 |      |
| 보잉 747-400                   | 75.64m                         | 미국의 보잉사가 제작한 장거리용 제트 항공기이자 우리에게는 비행기로 잘 알려져 있음                                             |      |
| 안토노프 An-255                | 81m                            | 우크라이나에서 제작된 세계 최대의 6개 제트엔진 수송기                                                                          |      |
| 국제우주정거장                 | 109m                           | 350km 지구 상공에 건설되어 각종 우주실험과 관측을 할 수 있게 만들어논 인공 구조물                                              |      |
| 하이페리온                     | 115.92m                        | 레드우드 국립 공원의 메타세쿼이아과 나무중 제일 높은 나무                                                                      |      |
| 한덴부르크 비행선              | 245m                           | 1930년대 독일에서 건조된 수소 충전으로 승객을 수송하는 견고한 비행선이였음                                                     |      |
| USS 제럴드 R. 포드             | 313m                           | 제 38대 미국 대통령 제럴드 포드의 이름을 따온 것으로 미국 해군 항공모함의 선두함                                               |      |
| 에펠탑                         | 324m                           | 1889년 파리의 만국박람회장에 세워진 높은 철탑이자 프랑스 파리 하면 떠오르는 구조물                                             |      |
| 엠파이어 스테이트 빌딩         | 444m                           | 지상 102층 빌딩으로 1931년에 미국 뉴욕에 건축                                                                                  |      |
| 브루즈 칼리바                  | 831m                           | 우리나라가 건축한 두바이에 있는 세계 최대의 건물                                                                               |      |
| 제다 타워                      | 1km                            | 사우디아라비아에 있는 건물 |      |
| 운석구덩이                     | 1.2km                          | 운석이 낙하하여 지표면에 부딪혔을때 만들어진 구멍의 평균 크기                                                                  |      |
| 지리산                         | 1.92km                         | 전라북도, 전라남도, 경상북도, 경상남도를 아우르는 넓은 산                                                                      |      |
| 남포태산                       | 2.4km                          | 북포태산과 함께 북한 최대의 화산임                                                                                             |      |
| 백두산                         | 2.75km                         | 우리나라에서 제일 높은 산 |      |
| 대형 강입자 충돌기             | 8.2km                          | 세계에서 가장 크고 가장 높은 에너지를 가진 입자 충돌기                                                                         |      |
| 에베레스트 산                  | 8.848km                        | 세계에서 가장 높은 산 |      |
| 혤리의 혜성                    | 11km                           | 목성의 중력으로 인해 단주기 혜성이 되버림                                                                                      |      |
| 마리아나 해구 비티아즈 해연    | 11.095km                       | 세계에서 가장 깊은 마리아나 해구에서도 특히 더 깊은 비티아즈 해연의 깊이                                                       |      |
| 데이모스                       | 12km                           | 화성의 작은 위성 |      |
| 칙슬루브 충돌체                | 15km                           | 6500년 전 멕시코 유가탄 반도에 떨어져 공룡을 모두 멸종시킨 소행성                                                              |      |
| 게 성운 펄서                   | 20km                           | 게 성운 중심에 존재하는 자전하는 중성자별                                                                                      |      |
| 마라톤                         | 42.195km                       | 장거리 도로경주 올림픽 육상경기 정식 종목                                                                                      |      |
| 웨이워트                       | 74km                           | 왜소행성 50000 콰오아의 유일하게 알려진 달                                                                                     |      |
| 히페리온                       | 274km                          | 토성의 다른 위성에서는 볼 수 없는 신기한 특징을 가지고 있음                                                                    |      |
| 미마스                         | 394km                          | 천왕성의 위성 |      |
| 엔셀라두스                     | 504km                          | 토성의 위성 중 하나이며 태양빛을 대부분 반사하기 때문에 매우 밝음                                                              |      |
| 베스타                         | 524km                          | 소행성중 3번째로 큼 |      |
| 중화인민공화국                 | 940km                          | 인구가 세계에서 가장 많은 나라                                                                                                 |      |
| 세레스                         | 946km                          | 최초로 발견된 왜소행성 |      |
| 캐나다                         | 998km                          | 북아메리카에서 제일 넓은 나라                                                                                                  |      |
| 세드나                         | 999km                          | 태양계의 왜소행성중 태양으로부터 제일 멀리 떨어져 있음                                                                         |      |
| 카론                           | 1212km                         | 명왕성의 제일 큰 위성 |      |
| 이아페투스                     | 1577km                         | 토성의 위성 |      |
| 에리스                         | 2323km                         | 제일 무거운 왜소행성 |      |
| 명왕성                         | 2376km                         | 알려진 왜소행성 중 크기가 제일 큼                                                                                              |      |
| 트리톤                         | 2706km                         | 해왕성의 제일 큰 위성으로 표면의 지질학적 활동 및 지진과 화산 활동이 활발하며 매우 춥고 역행 궤도를 보임                       |      |
| 유로파                         | 3123km                         | 1610년 갈릴레이가 발견한 지하 바다가 있을 것으로 추정되는 목성의 위성                                                          |      |
| 달                             | 3474km                         | 지구의 유일한 1개뿐인 자연위성                                                                                                 |      |
| 이오                           | 3643km                         | 지질학적 활동 및 화산 활동이 활발함                                                                                            |      |
| 케플러 37b                     | 4500km                         | 알려진 가장 작은 행성 |      |
| 칼리스토                       | 4821km                         | 갈릴레이 위성들 중 밀도가 가장 낮음                                                                                            |      |
| 수성                           | 4879km                         | 태양계의 행성들 중 가장 작음                                                                                                   |      |
| 타이탄                         | 5151km                         | 메테인 및 에탄을 기반으로 살아갈수 있는 생명체가 존재 할 수 있는 토성의 제일 큰 위성                                           |      |
| 가니메데                       | 5268km                         | 태양계 위성들 중 가장 큼 |      |
| 테이아                         | 5502km                         | 거대충돌 가설에서 달이 생성된 원인이 되는 화성 크기의 천체                                                                     |      |
| 화성                           | 6779km                         | 태양계에서 지구와 가장 가까운 행성                                                                                             |      |
| 트라피스트 1E                  | 9942km                         | 트라피스트 계에서 생명거주가능성이 가장 높은 천체                                                                              |      |
| 금성                           | 12104km                        | 대기가 두꺼운 이산화탄소로 덮여있어 온실 효과가 크게 일어남                                                                    |      |
| 지구                           | 12742km                        | 여러분이 사는 곳 |      |
| 프록시마 b                     | 13114km                        | 지구에서 제일 가까운 생명이 거주가능한 외계행성                                                                                |      |
| 케플러 452b                    | 19113km                        | 제 2의 슈퍼지구 |      |
| 시리우스 B                     | 21800km                        | 시리우스의 동반성이자 지구에서 제일 가까운 백색왜성                                                                            |      |
| 게자리 55 e                    | 23700km                        | 표면온도가 2500도를 넘는 뜨거운 용암 행성                                                                                      |      |
| 제 9행성                       | 31700km                        | 태양계에 존재할 가능성이 있는 행성                                                                                             |      |
| 해왕성                         | 48244km                        | 태양계 제일 변두리를 공전하는 행성                                                                                             |      |
| 천왕성                         | 51002km                        | 누워서 자전하는 태양계에서 제일 추운 행성                                                                                      |      |
| 글리제 436b                    | 55000km                        | 적색 왜성 글리제 436을 도는 가스 외계 행성                                                                                     |      |
| 마인크래프트                   | 60000km                        | 유료 구입이 가능한 마인크래프트 월드의 크기                                                                                    |      |
| 토성                           | 116464km                       | 태양계 행성 중에서 밀도가 가장 작음                                                                                            |      |
| 목성                           | 139822km                       | 태양계에서 제일 큰 행성 |      |

## 같이 보기
- 반지름순 태양계 천체 목록